# Scafell Pike
Scafell Pike és la muntanya més alta d'Anglaterra.Té una altitud de 978 metres sobre el nivell del mar i està situada al Lake District National Park, a Cumbria. Forma part dels Southern Fells.
De vegades es confon amb la propera muntanya anomenada Sca Fell, amb la qual està connectada pel coll de Mickledore. El nom de The Pikes of Scaw Fell, o simplement The Pikes, originàriament s'aplicava als pics actualment conegut com a Scafell Pike, Ill Crag i Broad Crag, els quals eren considerats cims subsidiaris de Scafell. Des del segle xix s'aplica el nom de Scafell Pike o Scawfell Pike. Scafell Pike va ser mesurat acuradament al principi del segle xix i anteriorment molts creien que la muntanya Helvellyn era la més alta d'Anglaterra.
Scafell Pike va ser utilitzat l'any 1826 com una estació de la Triangulació Principal de la Gran Bretanya per part de l'Ordnance Survey.

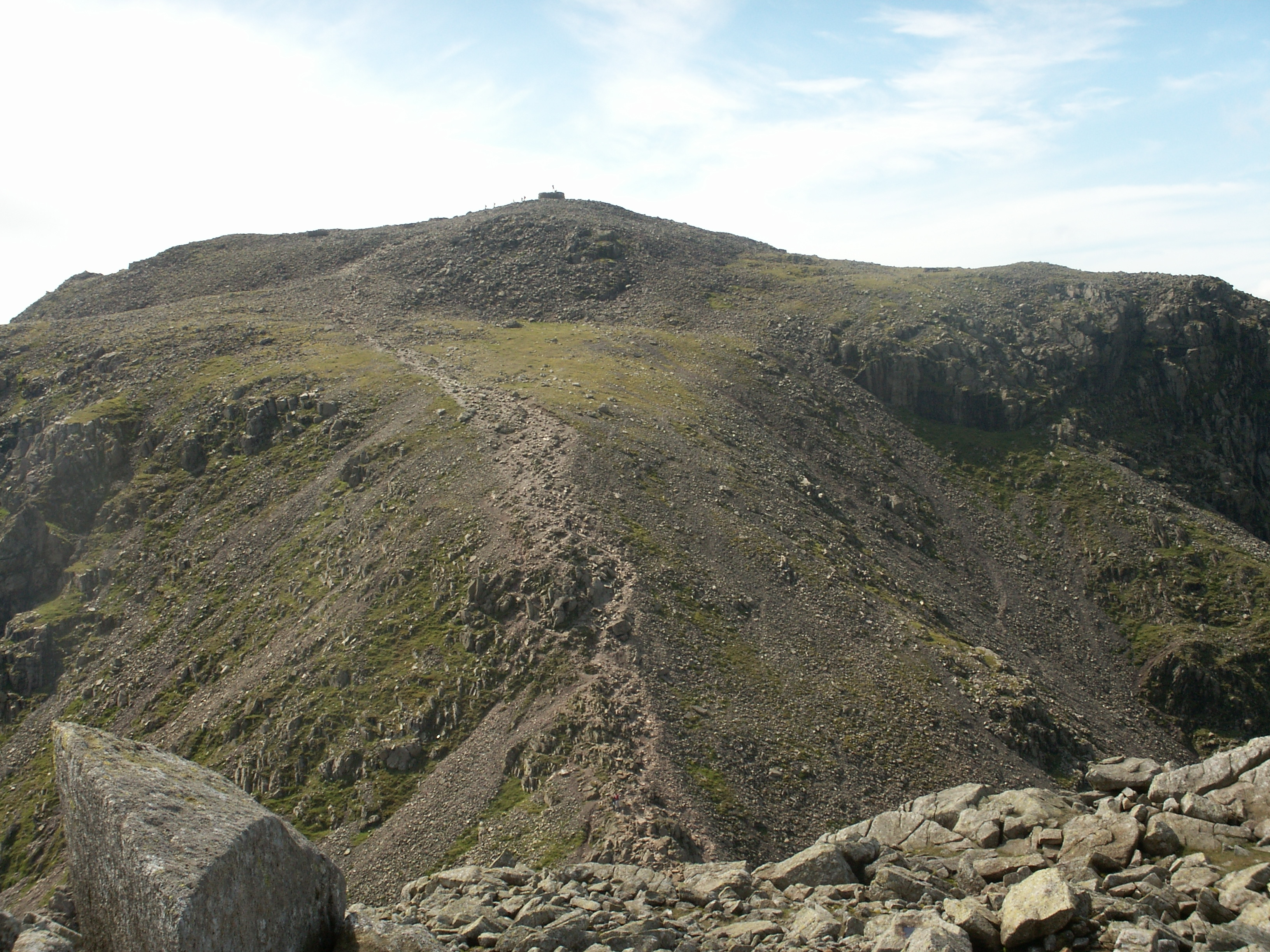
Cim de Scafell Pike, vist des de Broad Crag

## Geologia
Scafell Pike consta de roques ígnies que daten de l'Ordovicià; és d'origen volcànic. El cim està cobert de roques (una tartera) 

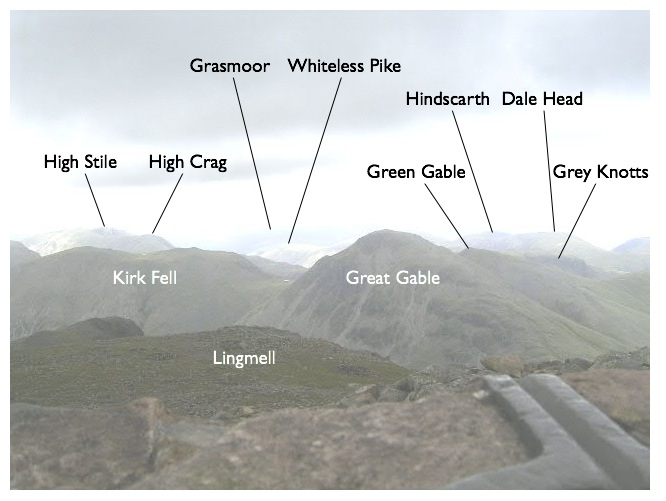
Vista des de Scafell Pike